# اجينسيا جيورنالستيك إيطاليا
اجينسيا جيورنالستيك إيطاليا (وكالة الصحفيين الإيطالية) هي وكالة أنباء إيطالية . وهي واحدة من وكالات الأنباء الرئيسية في البلاد.

## روابط خارجية
- أخبار AGI الإنجليزية